# بروبيل هكسيدرين
بروبيل هِكْسِيدْرِين (بالإنجليزية: Propylhexedrine)‏ هو دواء مُزيلٌ للاحتقان، ومُفقِدٌ للشهية، ومنبهٌ. ويُستعمل طبيًّا للتخفيف من الاحتقان الناتج عن نزلات البرد، والحساسية، التهاب الأنف التحسسي.